# Cedar Crest
A Mansão do governador do Kansas, também conhecido como Cedar Crest, é a residência oficial da governadora do Kansas. Construída em 1928 tornou-se residência do governador em 1962.
Kansas não tinha uma residência oficial do governador até 1901, quando o Estado comprou a Buchanan Street (uma casa construída originalmente em 1887). A propriedade foi leiloada em 1963, e o prédio foi demolido em 1964.
Crest está no topo de uma colina no lado oeste de Topeka com vista para o Rio Kansas, e foi projetado pela empresa de Wight e Wight em 1928. MacLennan morreu em 1933, quando sua viúva faleceu em 1955, ela deixou Cedar Crest para o estado do Kansas, com a condição de ser utilizada como uma casa do governador do Kansas. A doação incluiu 244 hectares em torno da mansão a ser utilizada como um parque (agora conhecido como MacLennan Park). Desde 1962, tem sido utilizado como residência do governador.
Ele foi listado no Registro Nacional de Locais Históricos em 1982.
Durante a década de 1990, a mansão passou por reformas que custaram 4,4 milhões.